# Лиття під тиском
Лиття́ під ти́ском — технологічний процес переробки пластмас, кольорових металів та інших матеріалів шляхом впорскування їх розплаву під тиском у ливарну форму з наступним охолодженням.
Ливарні форми, називаються зазвичай прес-формами. Формотворна порожнина форми відповідає зовнішній поверхні виливка з урахуванням факторів, що впливають на розмірну точність. Крім того, в прес-форму входять рухомі металеві стрижні, що формують внутрішні порожнини виливків, і виштовхувачі.

## Види
- Лиття пластмас під тиском
- Лиття металів під тиском